# Agia Roumeli
Agia Roumeli (Grieks: Αγιά Ρουμέλη) is een dorpje op het Griekse eiland Kreta, aan de zuidkust van het eiland, en is vooral bekend als eindpunt van de beroemde Samariakloof.
Agia Roumeli behoort tot de gemeente (dimos) Sfakia, in de Griekse bestuurlijke regio (periferia) Kreta. De plaats telt 125 inwoners.
Door de ligging aan het einde van de kloof komen er jaarlijks duizenden toeristen door het dorp. De meesten verblijven er echter maar kort, ze rusten uit van de wandeltocht en wachten op de boot die ze naar de bus in Chora Sfakion moet brengen. Agia Roumeli is enkel te voet of per boot bereikbaar. Behalve het haventje is er een ruim strand aan de Libische Zee en heeft het dorp enkele appartementencomplexen, restaurants en barretjes.